# Wilhelmus Schortinghuis

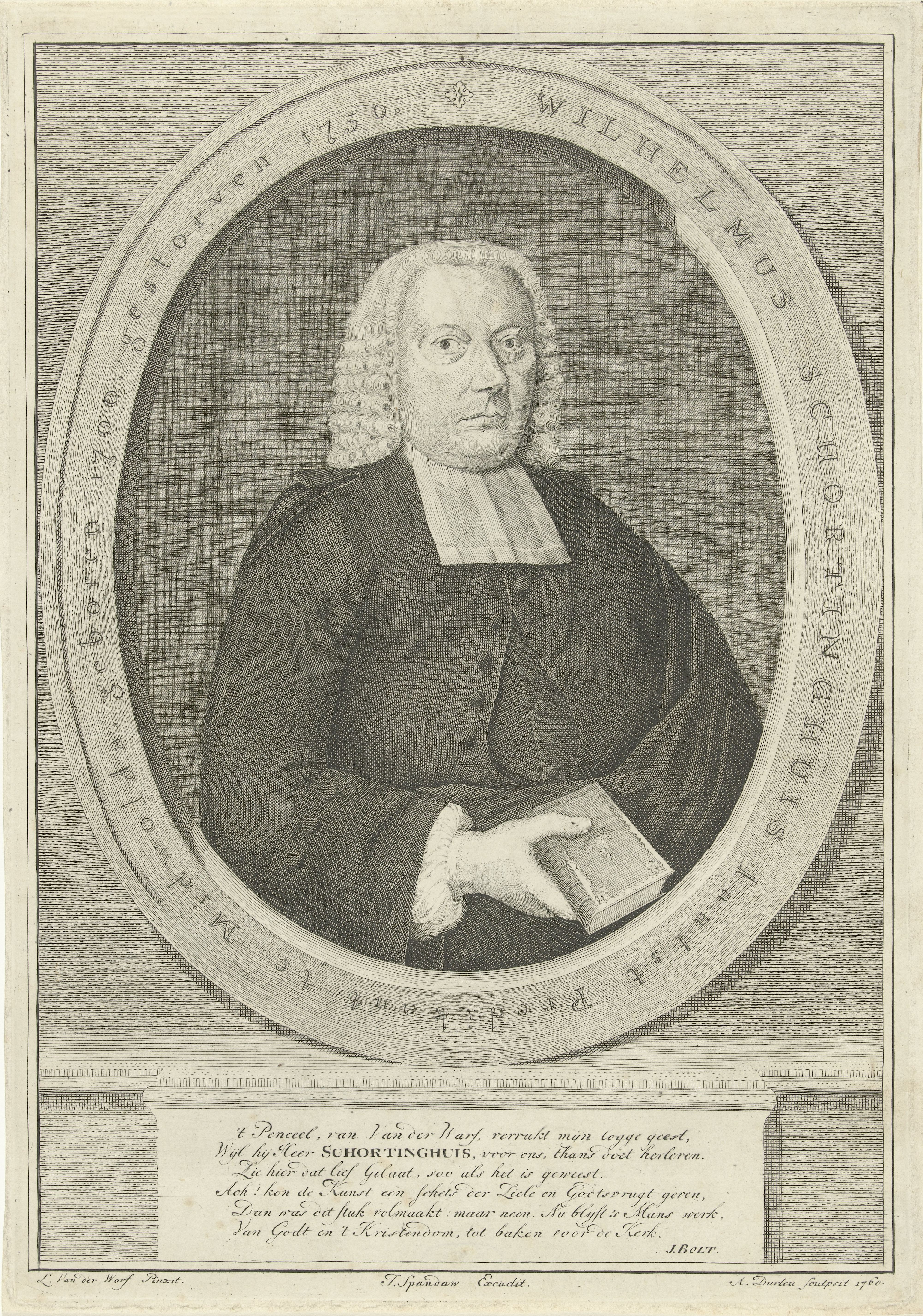
Wilhelmus Schortinghuis

Wilhelmus Schortinghuis (* 23. Februar 1700 in Winschoten; † 20. November 1750 in Midwolda) war ein niederländischer reformierter Theologe und überregional bedeutender Pietist.

## Leben
Wilhelm Schortinghuis wurde 1700 als Sohn des Bäckers Jurjen Willemsz. Schortinghuis und von Trijntje Sikkesdr. Schildkamp im niederländischen Winschoten geboren. Er besuchte die Lateinschule. Als er im 13. Lebensjahr Vollwaise wurde, ging er bei einem Silberschmied in die Lehre. Von 1719 bis 1722 studierte er Theologie in Groningen. Im Jahr 1723 wurde er zweiter Prediger in Weener (Ostfriesland), wo er bis 1734 wirkte. Dort heiratete Schortinghuis am 13. Dezember 1723 seine Frau Aletta Busz, eine Pastorentochter aus Uitwierda. Sie schenkte ihm elf Kinder, von denen fünf in frühester Jugend starben. Eine Tochter und vier Söhne, die alle Prediger wurden, überlebten den Vater. Zunächst wandte sich Schortinghuis als Vertreter der reformierten Orthodoxie gegen den Pietismus seines Amtskollegen Henricus Klugkist, erlebte im Jahr 1724 durch dessen Predigt eine Bekehrung zu einem praktischen Christentum und wurde bald zu einem der bekanntesten Prediger der Region. Am 1. August 1734 nahm er einen Ruf als Prediger in Midwolda an, wo er am 20. November 1750 starb.

## Werk
Schortinghuis gab 1727 und 1729 Sammlungen mit erbaulichen Liedern heraus. 1738 veröffentlichte er das Buch Nötige Wahrheiten für das Herz eines Christen, in dem er zwar die Betonung auf die Innerlichkeit legte, aber auf reformierter Dogmatik basierte. Am bekanntesten wurde sein Werk Het innige Christendom aus dem Jahr 1740, das er der Universität Groningen zur Imprimatur vorgelegte. Manche der Zensoren störten sich an der Mystik des Buches, besonders daran, dass der Mensch in seiner Wiedergeburt nichts werden müsse, damit Gott in ihm alles sein könne. Das Buch wurde am 22. April zur Veröffentlichung genehmigt, enthielt allerdings den skeptischen Kommentar der Zensoren und den Schriftwechsel zwischen diesen und Schortinghuis als Vorwort. Die zweite Auflage erschien bereits im September 1740 mit Zustimmung der Klassis, dem regionalen Zusammenschluss von Gemeinden als Teil der Synode, ohne das Vorwort. Aufgrund der Streitigkeiten zwischen der Fakultät Groningen, der Synode und der Klassis wurde eine erneute Veröffentlichung untersagt. Trotzdem erschien bereits 1742 die dritte Auflage, was von der schnellen Verbreitung des Werkes zeugt. Weitere Drucke erschienen bis ins 20. Jahrhundert hinein.
In dem Buch unterhalten sich ein „Unbegnadigter“, ein „Kleingläubiger“, ein „Begnadigter“ und ein „Geübter“ in 25 Dialogen. Ziel von Schortinghuis war es, die „geistliche Erkenntnis“ und die innere Erfahrung der Wahrheit des Glaubens durch den Heiligen Geist zu befördern, nicht nur die „Letterkenntnis“ des christlichen Glaubens, also ein rein buchstabenmäßiges Erkennen. Grundlegende geistliche Erkenntnis sei das fünffache Nichts: „Ich will nichts, ich weiss nichts, ich habe nichts, ich tauge nichts. … Immer war es mein Verlangen, dass Gott Alles und ich Nichts möchte sein.“  Das Buch war äußerst umstritten: Manche sahen darin eine Wiederherstellung des Christentums, andere dessen Zerstörung. Insbesondere wurde Kritik am Schriftverständnis von Schortinghuis laut: Die Schrift verliere ihre Bedeutung, wenn eine Anerkennung ihrer Wahrheiten nicht ausreiche, sondern eine zusätzliche innere Erkenntnis nötig sei. Prediger fingen an, vor Schortinghuis und seinem Buch zu warnen, da sie eine Auflösung kirchlichen Lebens und kirchlicher Strukturen fürchteten. Obwohl vor allem niederländische Theologen wie Nicolaas Hartmann (Zwolle) und Hermann Stegnerus (Noordbroek) Schriften gegen Schortinghuis veröffentlichen, verbreitete sich das Buch schnell in der Bevölkerung. Schortinghuis erhielt Unterstützung aus Emden und von einigen Predigern aus Ostfriesland, einschließlich Eduard Meiners, die eine Verteidigungsschrift für ihn verfassten. Am 22. Juni 1745 verwarf die Synode von Overijssel das Buch, alle anderen Synoden der Niederlande wiesen aber den Antrag der Synode von Overijssel zurück, das Buch ebenfalls zu verurteilen.

## Veröffentlichungen
- Geestelike gesangen tot ontdekkinge, overtuiginge, bestieringe, en opwekkinge van allerley soorten van menschen, so onbekeerde, als ook bekeerde, als mede enige beknopte gesangen over de voornaamste goddelyke waarheden: waar agter nog gevoegt is een lyk-gedigt over den doot van den eerw: Godz: heer Sicco Tjaden. Groningen 1727; Nachdruck: Koster, Barneveld 2002, ISBN 90-5551-262-1.
- Bevindelike gesangen, vertonende een uitverkoren sondaar in syne natuirstaat, an sig selfs ontdekt en geheyligt. Groningen 1729.
- Nodige waarheden in het herte van een christen. Groningen 1738.
- Het innige christendom tot overtuiginge van onbegenadigde, bestieringe en opwekkinge van begenadigde zielen, in desselfs allerinnigste en wesentlikste deelen gestaltelik en bevindelik voorgestelt in t'zamenspraken. Groningen 1740; Nachdruck: Ten Hertog, Utrecht 1981, ISBN 90-331-0289-7.
- De geborene Christus, of Geestelike bedenkingen, over de verborgentheid der godsaligheid die groot is. Groningen 1746; Nachdruck Snoek, Ermelo 2004, ISBN 90-76731-47-0.